# Lemuel Cook
Lemuel Cook (Contea di Litchfield, 10 settembre 1759 – Clarendon, 20 maggio 1866) è stato un militare statunitense, ultimo superstite della Rivoluzione americana.

## Biografia
Nacque a Contea di Litchfield in Connecticut, da Henry Cook e Hannah Benham. Entrò nell'Esercito Continentale all'età di 16 anni e combatté a Brandywine e nella Campagna di Virginia ed era presente alla resa di Charles Cornwallis.
Ottenne un'onorificenza da George Washington il 12 giugno 1784.
Dopo la guerra fece il contadino e sposò Hannah Curtis, da cui ebbe sette figli maschi e tre femmine.
Cook morì a 106 anni e fu sepolto con onori militari e massonici.
Era uno dei sette rivoluzionari descritti e raffigurati nel libro The last men of the revolution del 1864.